# Паневритмия
Паневритмия (болг. Паневритмия) — система физических и музыкальных упражнений (выполняемых синхронно), направленная на достижение внутреннего равновесия и гармонизации.
Создателем паневритмии является духовный учитель Беинса Дуно (Петр Дынов) между 1922 и 1944 годами. Практикуется его последователями, приверженцами оккультного учения Всемирное белое братство. Упор в упражнениях делается на отдачу и получение с целью создания сознательного обмена с силами природы. Паневритмия практикуется как для физической подготовки, так и для духовного развития

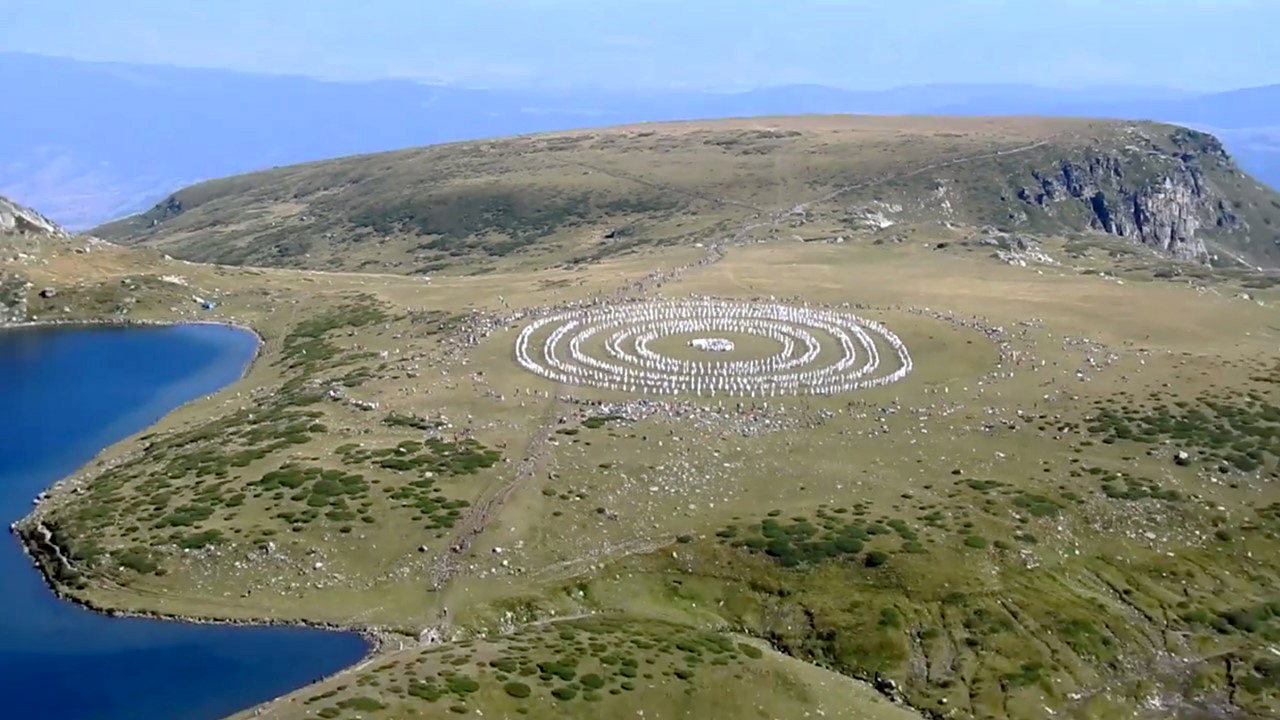
Паневритмия в Рила, Болгария

## Обзор

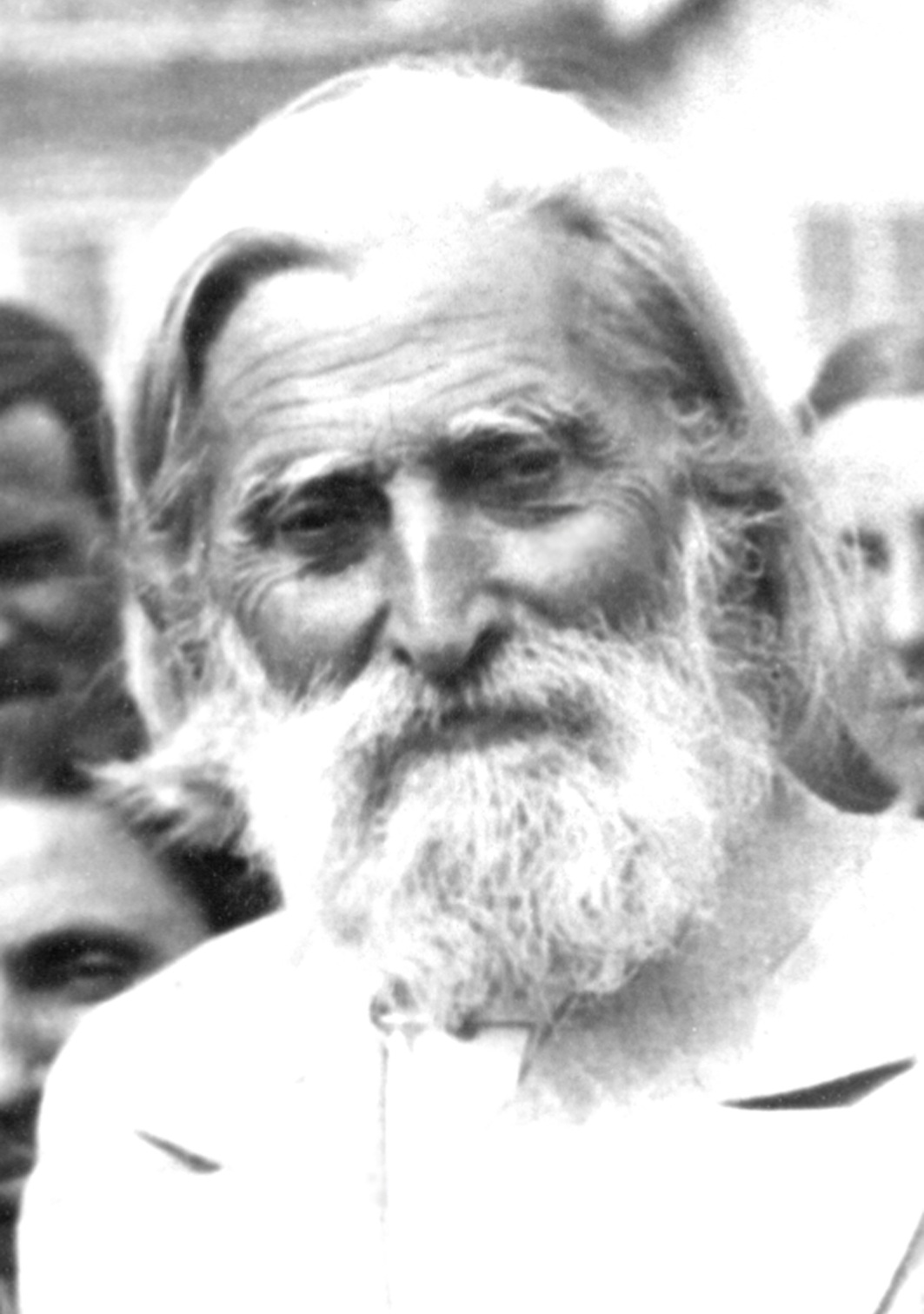
Петр Дынов, основатель паневритмии

Этимологически, Паневритмия происходит от трех корней:
- Pan — означает целое, все, космическое,
- Эу — означает высшее, сущность, источник всего,
- Ритм — означает периодичность и правильность движения.[5][6] Приставка «пан» подразумевает выражение ритма, присущего природе.

Основываясь на этих этимологических корнях, Паневритмия напрямую переводится в Космический Возвышенный Ритм.
Композитор музыки и движений паневритмии Питер Дынова (также известный как Беинса Дуно) разработал упражнения в Болгарии между 1922 и 1944 годами в адаптивном процессе, исключая одних и принимая других, чтобы обнаружить их оптимальную форму. По словам Дынова: "В настоящее время фигуры-пантефмисты имеют только контуры движения. Позже они получат свое содержание, свое основное значение и детали "
Идея жить в гармонии с природой видна в практике паневритмии. Исходя из рекомендаций Дынова, паневритмические упражнения должны были выполняться рано утром и снаружи, предпочтительно на зеленом лугу, и были наиболее эффективными весной, начиная с 22 марта. По его мнению, это было время, когда природа была наиболее восприимчивой и содержала большую часть праны, или живой энергии, которая могла быть поглощена человеческим телом.
Панютимия также содержит акцент на построение новой культуры любви, братства и свободы. Дынов считал, что существует прямая связь между мышлением и движением, что благодаря гармонии между музыкой, движением и идеями, паневритмия способна продвигать творческие силы в обществе.
Со временем паневритмия привлекла внимание людей разных культур и национальностей, несмотря на 40-летний коммунистический режим в Болгарии, запрещающий подобные практики. Коллективный танец в Семи Рильских озерах в Рила 19-21 августа можно назвать самым большим собранием, в котором ежегодно принимают участие более 2000 практикующих из разных стран, включая Францию, Канаду, Италию, Украину и Россию.

## Структура
Паневритмия состоит из трех частей: 28 упражнений, солнечных лучей и пентаграммы, каждое из которых имеет символическое значение, выражая определенную мысль, чувство или действие.

### 28 упражнений
Первая часть, 28 упражнений, представляет собой набор из 28 упражнений, выполняемых с партнером во время движения по кругу с музыкантами и / или певцами в центре круга. Каждое из упражнений раскрывает идею, выраженную в имени, движениях и музыке упражнения. Первые десять упражнений, также известные как «Первый день весны», выполняются последовательно без остановки. Они символизируют пробуждение души, как природа пробуждается весной. По мнению Дынова, внимание к движению каждого упражнения и идеи, связанные с этим упражнением, были ключом к правильному выполнению упражнений. Он верил, что упражнения должны выполняться вдумчиво и с любовью, а не механически.

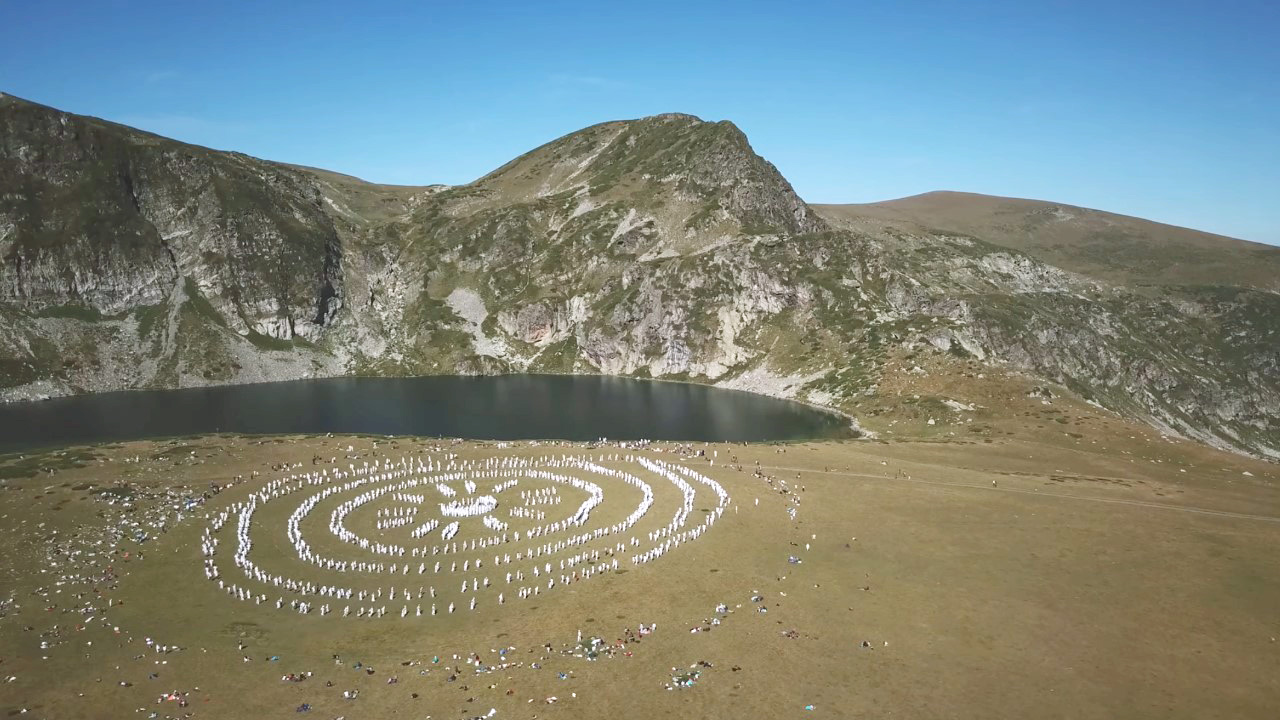
Паневритмия в Рила — солнечные лучи

### Солнечные лучи
Солнечные лучи — это композиция, выполненная после 28 упражнений. Участники, расположенные в парах, образуют две группы: 12 лучей, символически представляющих открытие двенадцати врат жизни, выраженных через 12 знаков зодиака, и внешний круг вокруг лучей, представляющих колесо жизни. Выступая в качестве радиусов, 12 лучей приближаются к центру, символизируя прием жизненных сил, а затем возвращаются назад, чтобы влить эти силы во внешний круг. В следующем движении каждый партнер в паре совершает круг вокруг другого. Эти движения представляют собой этапы развития, на которых человечество оказывается в ловушке круга материального сознания. Третье и четвертое движения символизируют освобождение из этого круга и последующую радость, связанную с таким освобождением, что выражается в пении и хлопаниях участников.

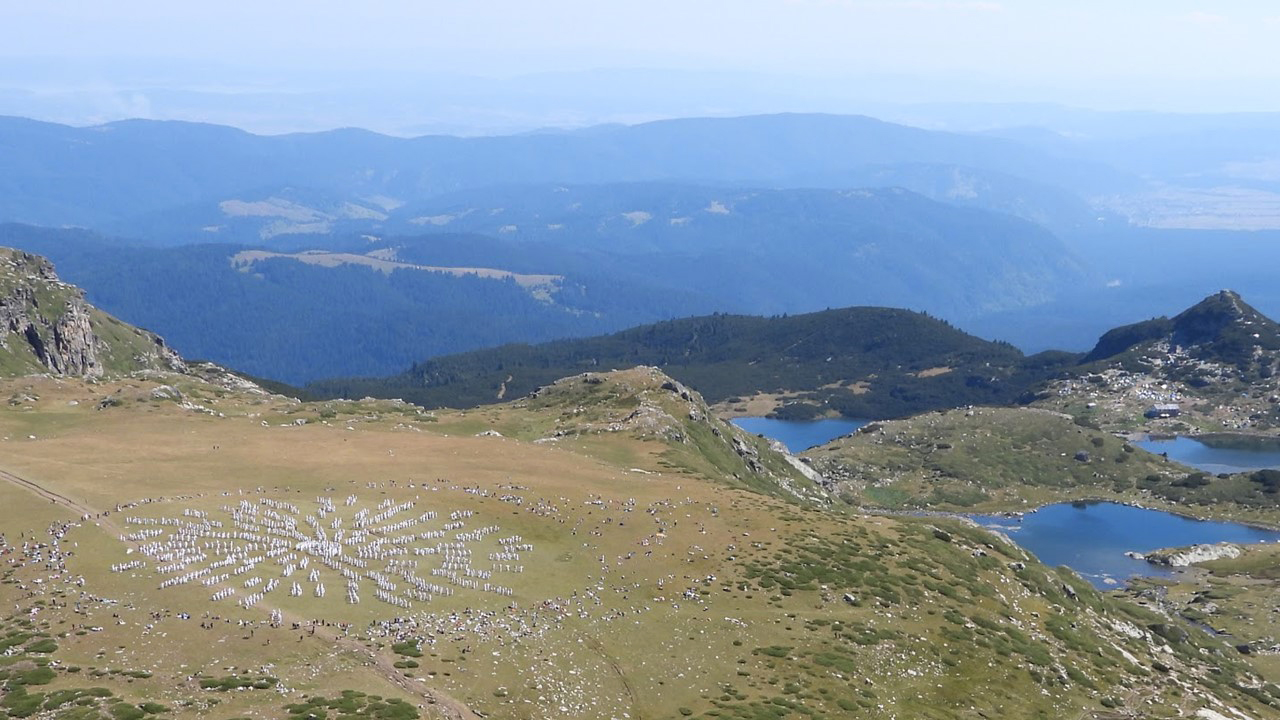
Паневритмия на Семи Рильских озерах — Пентаграмма

### Пентаграмма
Третья часть Паневритмии, Пентаграмма, является символическим представлением пути человеческой души к совершенству, где каждый луч Пентаграммы представляет соответственно любовь, мудрость, истину, справедливость и добродетель. Пентаграмма также является метафорой для космического человека в движении, вершинами которого являются голова, две руки и две ноги. Упражнение выполняется с пятью парами участников, которые перемещаются и меняются местами, символизируя, что положительные достоинства человека должны быть в движении, чтобы качества имели эффект. После этого участники идут вперед, представляя, что воплощение добродетелей было достигнуто. Эти движения повторяются пять раз.

## Терапевтический потенциал
В первой опубликованной книге «Паневритмия» от 1938 года упражнения были определены в первую очередь как метод поддержания хорошего здоровья — в частности, как интеллектуальный обмен между человеком и природой с целью укрепления здоровья посредством ритмичных и гармонических движений в сочетании с соответствующей музыкой. концентрация мыслей и правильное дыхание. Из-за разнообразия упражнений считается, что они задействуют мышцы и суставы, чтобы улучшить движение и баланс человеческого тела. Был проведен ряд исследований, чтобы показать потенциальное положительное влияние практики на участников. Предварительное исследование в 2004 году сообщило, что большинство участников отметили улучшение психических, физических и социальных аспектов их здоровья, после чего в 2007 году было проведено контролируемое исследование, которое показало значительное улучшение качества жизни благодаря улучшению здоровья в результате 6 месяцев обучения паневритмии. Другие исследования предполагают снижение воспринимаемого стресса и устойчивости эго . Паневритмия также была изучена как потенциальный метод физического воспитания, с одно исследование предполагает значительное улучшение баланса, скорости и маневренности, а другой обеспечивает сравнительный анализ Паневритмии и ритмичность.